# 興梠亮
興梠 亮（こうろぎ りょう、1983年8月14日 - ）は、日本の元男子バレーボール選手、指導者である。

## 来歴
宮崎県西臼杵郡高千穂町出身。中1の頃、家族の影響を受けてバレーボールを始める。
宮崎県立高千穂高等学校、愛知学院大学を経て、2006年、V・チャレンジリーグ（当時のVリーグ2部）に所属していたジェイテクトSTINGSに入団。
2014年にチームがV・プレミアリーグ（当時のVリーグ1部）に昇格。
2018-19シーズン、2019年1月13日の豊田合成トレフェルサ（現・ウルフドッグス名古屋）戦でVリーグ通算230試合出場達成となったため、Vリーグ栄誉賞を受賞した。
2019-20シーズンになると、後輩の本間隆太のリベロとしての出場機会が増え、興梠の出場機会が少なくなる。
38歳までプレーし、2022年、第70回黒鷲旗全日本男女選抜大会をもって現役引退をすることとなり、引退コメントで、長く苦しんだV・チャレンジリーグ時代、悲願の昇格、V.LEAGUE制覇、天皇杯制覇を振り返った。現役最後の公式戦となる黒鷲旗では、本間が監督のフェデリコ・ファジャーニに依頼したこともあり、レギュラーのリベロとして試合に出場してチームの準優勝に貢献。自身もベストリベロ賞を受賞した。この準優勝と受賞をもって現役生活を終えた。
2022年6月10日、トヨタ車体クインシーズのコーチに就任したと発表された。
2025年5月、退任が発表された。

## 人物
- 兄は大分三好ヴァイセアドラーに在籍していた興梠龍司である。

## 受賞歴
- 2019年 - 2018-19 V.LEAGUE DIVISION1 Vリーグ栄誉賞（Vリーグ通算230試合出場）
- 2022年 - 第70回黒鷲旗全日本男女選抜大会 ベストリベロ賞

## 所属チーム
- 宮崎県立高千穂高等学校 （1999-2002年）
- 愛知学院大学 （2002-2006年）
- ジェイテクトSTINGS （2006-2022年）